# Браун, Джон Кэмпбелл
Джон Кэмпбелл Браун (англ. John Campbell Brown; 4 февраля 1947 — 16 ноября 2019) — британский астроном, королевский астроном Шотландии с 1995 года.

## Биография
До 2010 года он возглавлял в университете Глазго исследовательскую группу по теории моделирования солнечной и звёздной плазмы, в том числе по диагностике солнечного излучения высокой энергии с использованием данных космических аппаратов. За эти исследования, а также большой вклад в пропаганду астрономических знаний в 2012 году награждён золотой медалью Королевского астрономического общества. В качестве королевского астронома Шотландии регулярно выступал с публичными лекциями по астрономии.
Являлся почётным профессором Университета Эдинбурга и Университета Абердина. Был членом Королевского общества Эдинбурга с 1984 года.